# Shérif Muhammad al-Hijami
Shérif Muhammad ibn Ahmad al-Hijami al-Idrissi al-Hassani al-Hashimi, de son nom complet, aussi appelé Sidi Muhammad al-Hijami, également orthographié "El-Hadjami" est un leader de la résistance  marocaine anti-coloniale, suite principalement au traité de Fès de 1912 et cheikh de la confrérie Nassiriya.

## Biographie
Mohamed fils de Ahmed al-Hijami, serait né dans la Zaouia al-Hijami, fondée par un de ses aïeux, Sidi Boumediene al-Hijami, dans la tribu al-Jaïa, tout comme son fils, issu d'une famille d'origine  idrisside, en effet, il descend de Sidi Abd'Allah al-Hajjam, descendant d'Idris I.

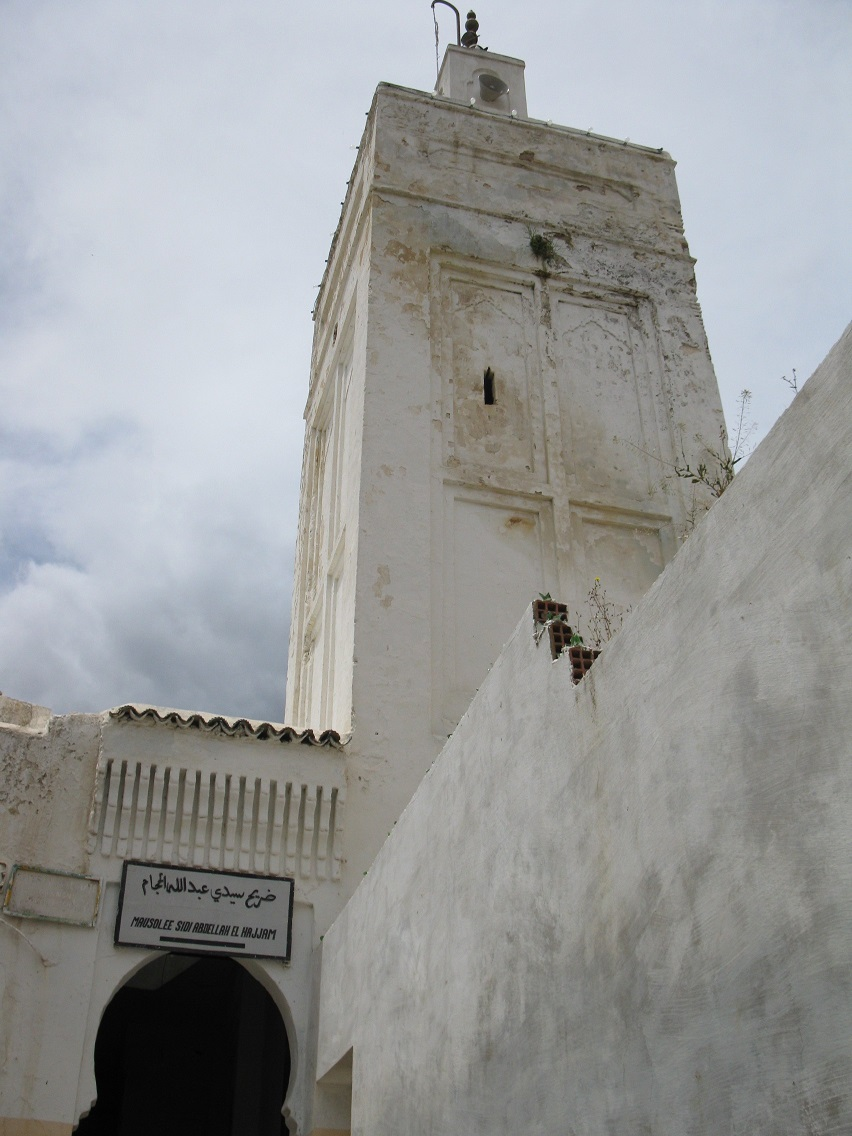
Mausolée de l'ancêtre des Hijami, Sidi Abd'Allah al-Hijjam

Mohamed al-Hijami, était l'un des cheikhs de l'ordre soufi Nassiriya, tout comme son père, Ahmed al-Hijami, et comme sera son fils, le célèbre Ahmed ibn Muhammad ibn Ahmed al-Hijami.
Jusqu'en 1912, ce dernier était méconnu de tous, excepté par les religieux qui l'entouraient. Son père vivait chez les Awlad Aliyan sous la protection de cheikh Ali Benslimane El Mahyaoui El Hayani (fractions des Hyayna).

## Résistance
En avril 1912, à la suite du traité de Fès, recevant cela comme une humiliation, Muhammad al-Hijami arrive à rallier plusieurs tribus de la région de Fès, telles que les Hyayna, les Tsoul, les Branès, Ghiata, Bani Ouarain, Bani Sadden etc., et appelle au djihad contre l'armée française,, et contre alors principalement le Maréchal Hubert Lyautey.

### Début mai 1912
Le 9 mai, Al-Hijami appelle la tribu des Feshtala au djihad, pendant qu'un de ses représentants va en son nom prendre parole au Souk de Khamis al-Kour, détenu par des tribus enragées de l'occupation chrétienne du pays.
Le 15, Shérif al-Hijami envoie une lettre aux révoltés de Boumershed, environ 6 000 hommes, pour que ces derniers le rejoignent lors de sa futur offensive sur Fès, le lendemain, trois mille montagnards rejoignent les révoltés de Boumershed.

### Siège de Fès (25 mai 1912)
Ce dernier va réunir avec Sidi Raho, entre 3000-10 000 - voire 15 000 selon d'autres sources - cavaliers issus des tribus rurales autour de Fès, et va alors assiéger la ville.
Henri Gouraud quitte en urgence Berrechid, dans la Chaouïa, pour rejoindre Lyautey, pour faire face aux révoltés des alentours de Fès d'al-Hijami, il a réussi à allier les tribus Hyayna, Bani Ouarain, Bani Sadden, Branes, Tsoul, Lemta, Ghiata et des Jeblis, qui attaquent le nord et l'est de la ville, qu'ils arrivent à faire couper du monde, les télégraphes ne sont plus fonctionnels.
Ce dernier rassemble : 3 bataillons d'infanteries, 3 pelotons d'artillerie complétés d'autant de pelotons de spahis et de 3 pelotons de cavalerie chérifienne soutenus par un détachement du génie.
Une partie des insurgés arrivent à entrer dans la ville, mais seront ensuite dispersés par les soldats de Gouraud.

### Juin 1912
Le 1er juin, Gouraud décide de passer à l'offensive, au matin, les troupes d'Al-Hijami dévalent les ravins du sud du Zelagh, le général ordonne le feu sur les insurgés, aux shrapnells de batterie 75 et 65, ce qui va décimer une bonne partie des troupes du Shérif.
Les survivants ont fui vers le camp de Hajiea al-Kahila, le lendemain, Gouraud décide de les poursuivre, une fois arrivés ils ouvrent le feu et font plus de 800 morts au total, les Français arrivent à récupérer une lettre du Shérif al-Hijami et l'organisation de sa harka,.
Shérif Muhammad al-Hijami va alors se réfugier durant l'été sur la rive droite de l'Ouergha, attendant le bon moment jusqu'en hiver, puis enfin définitive au printemps 1913 où il reprendra le combat avec plusieurs tribus, dont les Bani Ouarain et les Bani M'tir.
Le Shérif envoie le Cheikh al-Rabi' Kharbish chez les Ghiata pour rassembler de nouvelles troupes. Quant au Shérif il stationne ses troupes sur le territoire des Hyayna.
Le 8 juin, après le départ du Sultan de Fès, al-Hijami et ses partisans réitèrent l'appel au jihad, et il écrit une lettre aux habitants du Nord-Est pour les enrôler dans cette guerre. Le lendemain se forme un rassemblement à la suite de cette lettre, prêt à combattre pour lui à Ain Bou Mershed. Après avoir prié, sous les ordres d'Al Hijami, ils partirent reprendre le combat.
Vers le 15 juin, un nouveau chef apparaît appelant au jihad, du nom de Moulay Mohamed ben Hassan al-Semlali.

#### Bataille d'Awlad Riab
Le 17 juin 1912, une bataille a lieu entre les forces d'Al Hijami, principalement des Hayyanis, se trouvant d'ailleurs sur leur territoire (Awlad Riab est une des 3 branches des Hyayna).
Le général Grou, avec son armée composée de six bataillons, quatre compagnies et trois batteries, est arrivé au cœur du pays des Oulad Riab le 15 juin 1912 et s'est installé sur le marché de Thula al-Nakhila.
Trois jours plus tard, les Hyayna ont attaqué la Division Durand le 17 juin. Cependant, l'artillerie du colonel Mazillier a repoussé cette attaque, et la bataille s'est terminée avec la mort de huit personnes, dont le lieutenant Heitz, quatre disparus et trois blessés. Le reste de ce régiment a été sauvé par une contre-attaque dirigée par le sergent Leroz avec 12 soldats et quelques spahis. Les combattants de la résistance ont continué à assiéger ce régiment, et à ce sujet, le général Gouraud a déclaré : "J'ai reçu une correspondance du colonel Mazillier me disant qu'il se cachait à Dardara après avoir été poursuivi par l'ennemi jusqu'à Bani Saden, et il a subi 13 blessures à la suite de cela". Le général Gouraud a décrit cette bataille comme ayant eu lieu par une température élevée atteignant 47 degrés à l'ombre et 57 degrés au soleil. Face à cette situation, le général Gouraud a dû sortir avec ses unités pour briser le siège autour de l'unité du colonel Mazillier, et le commandant Giralt a été chargé de cette opération avec deux pelotons de tirailleurs, le Peloton 75, et un bataillon. Cela a réussi à démanteler la force assiégeante de Muhammad al-Hijami.

#### Bataille de Wadi Inawin (19 June 1912)
Quelques groupes de combattants de la résistance se déplacent de la rive droite à la rive gauche de Wadi Inawin. En ce qui concerne le plus grand rassemblement d'entre eux, il était du côté ouest de la vallée.
La bataille a commencé à une heure et a continué jusqu'à quatre heures et demie, sans que ces unités ne parviennent à traverser. Le général Gouraud a tenté de rectifier la situation et de se déplacer de manière opportune. Il a donc initié l'envoi de Giridon avec un peloton et une compagnie pour surveiller ce qui se passait à l'arrière de l'armée. Il s'est assuré qu'elle était assiégée par la résistance d'al-Hijami. Le régiment Steimetz a été envoyé pour briser ce siège, et cette opération s'est terminée avec succès. Le Roud a pris le contrôle des sommets et a soumis les Awlad Bouisha, en plus d'établir un centre militaire dans cette région.
À la suite de cela, les unités françaises ont mobilisé toutes leurs divisions (Division Guillon et Division Verdet) ainsi que Faisal Millier pour mener une attaque globale contre les assiégeants. À ce sujet, le général Gouraud a déclaré : "L'ennemi est devant nous et derrière nous, donc les archers se sont retirés vers l'arrière, souffrant beaucoup de la soif". Le siège n'a pas duré longtemps, car l'attaque préméditée a réussi, le sommet dominant la rivière a été contrôlé et à huit heures, tous les éléments de ces unités ont campé dans des endroits stratégiques, étendant ainsi leur force sur l'ensemble de la région. Cependant, tout cela ne s'est pas terminé sans laisser de victimes. Dans les rangs de ces forces, un soldat a été tué et douze d'entre eux ont été blessés, dont les lieutenants Delage et Flèche.

#### Bataille de Karana et Prise de la Mechta (22 juin 1912)
Muhammad al-Hijami n'a pas hésité à attaquer les unités françaises, les attaquant à Karana, mais l'artillerie l'a repoussé. Gouraud a déclaré : "Vers neuf heures, une cavalerie est apparue à l'est, nous avons pensé que c'était la cavalerie de Bani Wartin, mais c'était la cavalerie des rebelles de Bani Saden, et nous avons atteint ces hauteurs, où nous pensions qu'il y avait la présence de Sharif Al-Hijami, mais il a disparu." Gouraud capture la Mechta et la Koudia de Guerrana, face à lui avec son étendard, le Shérif Muhammad al-Hijami.

### Octobre 1912
Une déclaration est faite par le Shérif, où il annonce "arrêter la lutte", ce qui va finir par s'avérer faux et recommencera le jihad.

### Avril 1914
Le Shérif rencontre pour la première fois l'homme qu'il combat pendant des mois.
À partir de ce moment, le Shérif Muhammad al-Hijami sera comparé a l'Émir Abd al-Qader et Henri Gouraud au nouveau duc d'Aumale.

### Mai 1914

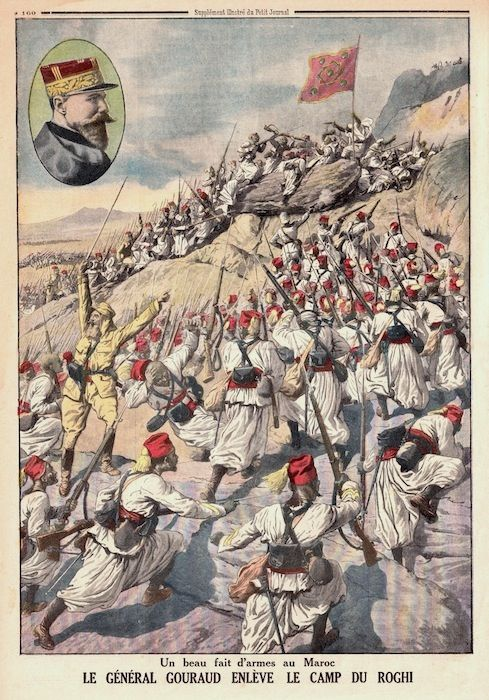
"Beau fait d'armes au Maroc, le Général Gouraud Enlève le Camp du Rogui", le Petit Journal, 1914

Le Général Henri Gouraud, a la poursuite du Rogui, va charger à la baïonnette avec ses troupes dans le camp d'Al-Hijami et du Rogui, établi dans un petit village, qu'ils vont finir par détruire.
À la suite de ce combat, les affrontements ont diminué et les tribus al-Jaïa, Senhaja et Awlad Aissa sont soumises par la force, le Shérif al-Hijami est contraint de se réfugier chez la tribu Méziate ayant pour fief Taounate, quant au Rogui, il aurait été blessé dans l'affrontement et aurait été assassiné par la tribu des Bani Zeroual. Le 6 mai 1914, le Maréchal Lyautey décide de partir de Fès pour rejoindre Gouraud, il y arrive le 7 au Souk al-Arba de Tissa et commence les négociations avec Cheikh Bouchta Benslimane Al hayani Al Mahyaoui.

### Juin 1914
Les troupes d'al-Hijami, et des troupes de Hyayna se rassemblent et pillent les Sless. En représailles, le Général Henrys enlève le souk des Bani Saïd à la baïonnette.

### Janvier 1915
Des délégations allemandes sont envoyées à plusieurs "agitateurs" pour les soutenir dans leur cause anti-française avec comme cadeau de l'or ; parmi eux, le Shérif Muhammad al-Hijami, Moha Ou Hammou Zayani, Mimoun al-Chinguetti, Ahmed al-Hiba (cousin éloigné du précédent) et Sidi Raho.

### Octobre 1917
Le Shérif continue d'agiter les tribus Senhaja Mosbah, les Branès et les Tsoul dans leur insoumission.

### Février 1918
En ce mois, al-Hijami s'allie avec Raissouli et d'autre chefs anti-coloniaux ayant lancé le jihad, pour lancer une grande propagande anti-française au Maroc.

### Avril 1918
Al-Hijami est toujours chef du djihad des tribus Bani Melloul et des Al-Jaïa (dont ses ancêtres ont été accueillis parmi eux).

### Avril 1919
Un conflit éclate entre la tribu "soumise" Metioua et la tribu "insoumise" des Sanhaja, plusieurs contingents viennent soutenir les Sanhaja, tels que les Bani Amret, les Mernissa, les Zerket et les Targuist et des Rifains, et des leaders jihadistes, tels que le Shérif Muhammad al-Hijami, Mimoun al-Chinguetti, al-Khimlichi, Hamidou Al-Ouazzani.

### Fin de Vie
En 1926, trop vieux pour combattre, son fils Ahmed prend le relais et avec son frère Idris ; ils partent rejoindre les Rifains dans leur guerre contre les Espagnols, les troupes d'Ahmed ben Mohamed Al-Hijami seront composées des tribus suivantes : Metioua, Hyayna, Méziate, al-Jaïa et d'autres.
Idris al-Hijami sera capturé par les Espagnols, ces derniers voulant la fin du djihad des Hijamis contre la libération d'Idris, Ahmed refusera d'arrêter. La fin du djihad des Hijamis se fera avec le siège des moudjahidin, dont beaucoup vont tomber en martyrs, Ahmed al-Hijami retourna chez sa famille dans un petit village, une fois le territoire tombé aux mains des Français, la famille Hijamis aura le choix de leur résidence surveillée par les Français, entre la tribu Hyayna et Hamdan, ils choisiront Hamdan, endroit où Shérif Muhammad al-Hijami est certainement mort.

## Descendants
Certes en combat presque permanent, al-Hijami a pu avoir des descendants.
- Ahmed al-Hijami al-Idrissi
  - Shérif Muhammad ibn Ahmed al-Hijami al-Idrissi
    - Cheikh Ahmed ibn Muhammad ibn Ahmed al-Hijami
      - Abd al-Latif ibn Ahmed Al-Hijami[27]

    - Idris ibn Muhammad al-Hijami
    - Muhammad ibn Muhammad al-Hijami

### Articles Connexes
- Mohammed Al-Mamoune
- Abd al-Krim al-Khattabi
- Campagne du Maroc